# Damalis divisa
Damalis divisa là một loài ruồi trong họ Asilidae. Damalis divisa được Walker miêu tả năm 1855. Loài này phân bố ở vùng Tân nhiệt đới.